# Regio22
Regio22 (voluit Regio22 Televisie) was een commerciële regionale televisiezender voor de provincie Noord-Holland. De zender richtte zich voornamelijk op de noordelijke en centraal gelegen delen van Noord-Holland. Regio22 Televisie bereikte via Ziggo en UPC (in Alkmaar) 375.000 huishoudens in Noord-Holland en had hiermee ongeveer 1 miljoen potentiële kijkers. Regio22 richtte zich met vooral regionaal gerichte content, alsmede amuserende en informerende programma's op Noord-Hollanders.
In maart 2010 werd bekend dat Regio 22 geen nieuwe content meer gaat opnemen en inmiddels is de zender gestopt met uitzenden.

## Enkele programma's
- Altijd in de Buurt!!
- Rondje Om
- Mag ik even binnen kijken?
- Het Gesprek uit de Regio
- Meer Business in de Box
- Regio22 Reportage
- Rondje West-Friesland
- Mijn Keuken
- Topspeed
- Maak Me Nog Mooier
- De Groeten uit...